# Madeleine de Proust
Pour les articles homonymes, voir Madeleine et Proust (homonymie).
 (octobre 2019).
Si vous disposez d'ouvrages ou d'articles de référence ou si vous connaissez des sites web de qualité traitant du thème abordé ici, merci de compléter l'article en donnant les références utiles à sa vérifiabilité et en les liant à la section « Notes et références ».

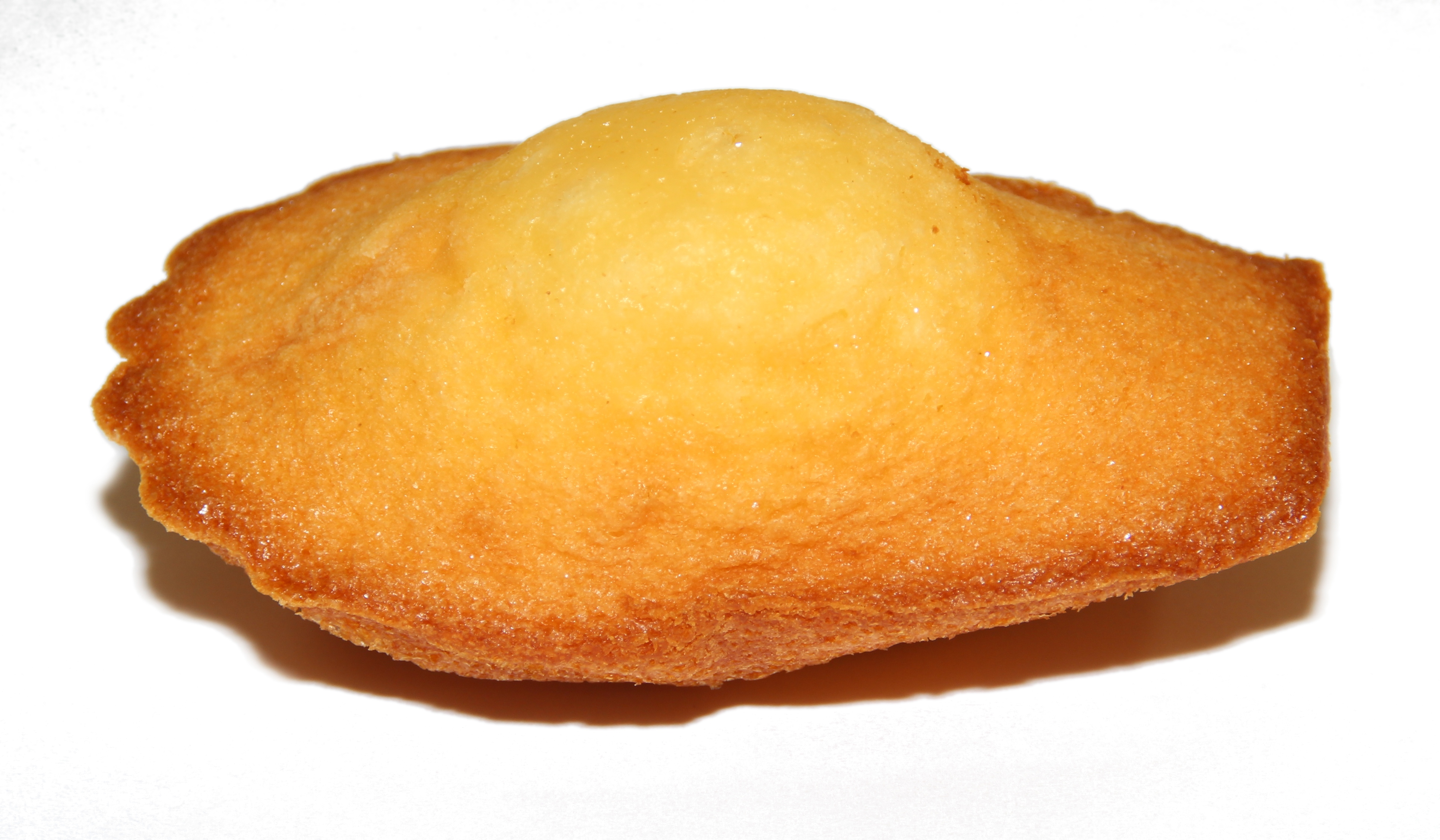
Une madeleine.

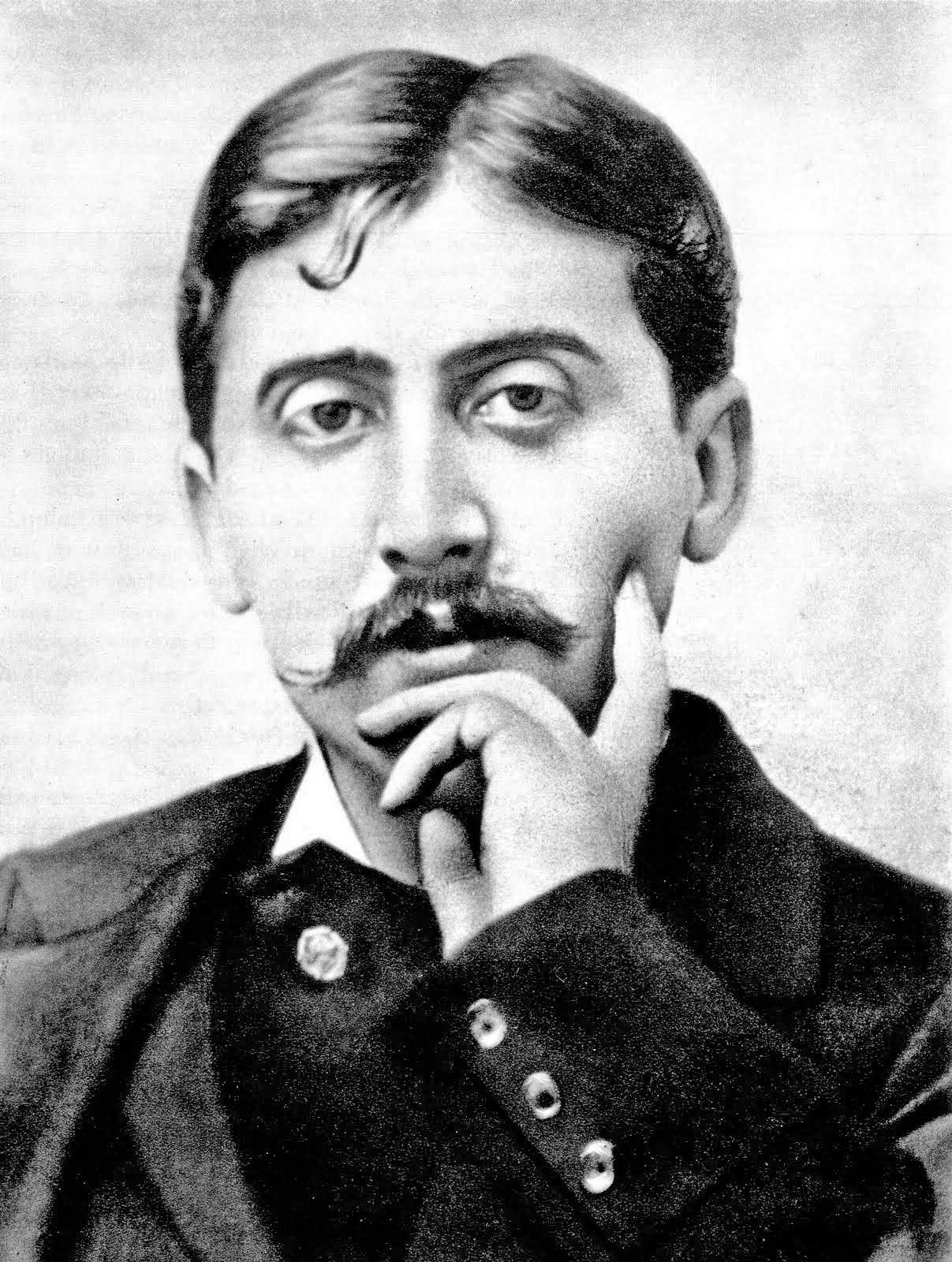
Marcel Proust en 1895.

L'expression « madeleine de Proust » qualifie tout phénomène déclencheur d'une impression de réminiscence. Ce peut être un élément de la vie quotidienne, un objet, un lieu, un geste, un son ou une couleur par exemple, qui ne manque pas de faire revenir ou réactiver un souvenir à la mémoire de quelqu'un, comme le fait une madeleine à celle du narrateur d'À la recherche du temps perdu dans Du côté de chez Swann (1913), le premier tome du roman de Marcel Proust.

## Origine
Dans le roman de Proust, le passage en question est celui-ci :

« Et tout d'un coup le souvenir m'est apparu. Ce goût c'était celui du petit morceau de madeleine que le dimanche matin, à Combray (parce que ce jour-là je ne sortais pas avant l'heure de la messe), quand j'allais lui dire bonjour dans sa chambre, ma tante Léonie m'offrait après l'avoir trempé dans son infusion de thé ou de tilleul. La vue de la petite madeleine ne m'avait rien rappelé avant que je n'y eusse goûté ; peut-être parce que, en ayant souvent aperçu depuis, sans en manger, sur les tablettes des pâtissiers, leur image avait quitté ces jours de Combray pour se lier à d'autres plus récents ; peut-être parce que de ces souvenirs abandonnés si longtemps hors de la mémoire, rien ne survivait, tout s'était désagrégé ; les formes – et celle aussi du petit coquillage de pâtisserie, si grassement sensuel, sous son plissage sévère et dévot – s'étaient abolies, ou, ensommeillées, avaient perdu la force d'expansion qui leur eût permis de rejoindre la conscience. Mais, quand d'un passé ancien rien ne subsiste, après la mort des êtres, après la destruction des choses, seules, plus frêles mais plus vivaces, plus immatérielles, plus persistantes, plus fidèles, l'odeur et la saveur restent encore longtemps, comme des âmes, à se rappeler, à attendre, à espérer, sur la ruine de tout le reste, à porter sans fléchir, sur leur gouttelette presque impalpable, l'édifice immense du souvenir. »

L'effet décrit par Proust est lié à la mémoire involontaire : la réminiscence provoquée par la madeleine ne vient pas d'un effort conscient à se remémorer tel ou tel souvenir, et le narrateur ne se doute pas que la madeleine qu'il va déguster va faire renaître des souvenirs oubliés. Par contraire, Proust écrit : « Les renseignements que la mémoire volontaire donne sur le passé ne conservent rien de lui. »
Le souvenir de la madeleine est lié à l'habitude de sa tante qui lui donnait des madeleines trempées au préalable dans son thé,.

## Autres exemples

### Dans la littérature
- En 1848, dans ses Mémoires d'Outre-tombe, François-René de Chateaubriand vit une anamnèse grâce à l'ouïe dans ce qu'on appelle communément l'épisode de « La grive de Montboissier » :

« Hier au soir je me promenais seul ; le ciel ressemblait à un ciel d'automne ; un vent froid soufflait par intervalles. A la percée d'un fourré, je m'arrêtai pour regarder le soleil [...] Je fus tiré de mes réflexions par le gazouillement d'une grive perchée sur la plus haute branche d'un bouleau. A l'instant, ce son magique fit reparaître à mes yeux le domaine paternel. J'oubliai les catastrophes dont je venais d'être le témoin, et, transporté subitement dans le passé, je revis ces campagnes où j'entendis si souvent siffler la grive. Quand je l'écoutais alors, j'étais triste de même qu'aujourd'hui. »

- En 1894, dans The Mountains of California, John Muir raconte une expérience comparable :

« Sans avoir toutes ces années respiré ne serait-ce qu'une bouffée d'air marin, alors que je marchais, seul, à la faveur d'une randonnée botanique, du cœur de la vallée du Mississippi jusqu'au golfe du Mexique, en Floride, loin de la côte, mon attention entièrement tournée vers la splendide végétation tropicale alentour, je reconnus soudain une brise de mer parmi les palmiers et les vignes enchevêtrées, qui sur-le-champ réveilla et libéra mille associations latentes, me faisant redevenir le petit garçon que j'avais été en Écosse, comme si toutes les années qui s'étaient écoulées depuis avaient été annihilées ».

### Dans le cinéma
- Dans l'épisode 11 de la saison 3 de la série Breaking Bad réalisée par Vince Gilligan, Gustavo soupe avec Walter autour d'une paella marina, un plat d'origine chilienne comme le personnage, et lui raconte précisément que dès lors qu'il cuisine et hume les vapeurs s'élevant du plat chaud, les souvenirs de son enfance lui reviennent merveilleusement avant même d'en faire profiter ses papilles. Walter, cartésien de par son cursus universitaire lui explique alors la chimie hormonale et le rôle des neurones derrière ce phénomène.
- Dans le film Ratatouille de Disney, le critique culinaire Anton Ego replonge dans les souvenirs de sa jeunesse avec le plat préparé par le rat Rémy qui se cache sous la toque de Linguini. La ratatouille joue le rôle de la madeleine pour le critique cadavérique qui semble retrouver une part d'enfance enfouie en lui.